# Şile
Şile [ejtsd: sile] Isztambul tartomány egyik ázsiai oldalon fekvő körzete, területe 755 km².
Az egyik legnagyobb területű körzet, területéhez képest mégis csekély népességgel, 79%-a erdő, 10%-a pedig mezőgazdasági terület. Éghajlatára mind a fekete-tengeri, mind a földközi-tengeri éghajlat szerepet játszik. A körzet területén sok a barlang, ezek között tenger alattiak is találhatóak. Már i.e. 12 000-ben lakott terület volt; az Oszmán Birodalom idején Üsküdarhoz tartozott, 1924-ben az első települések között kapott saját örnkormányzatot.

## Képek

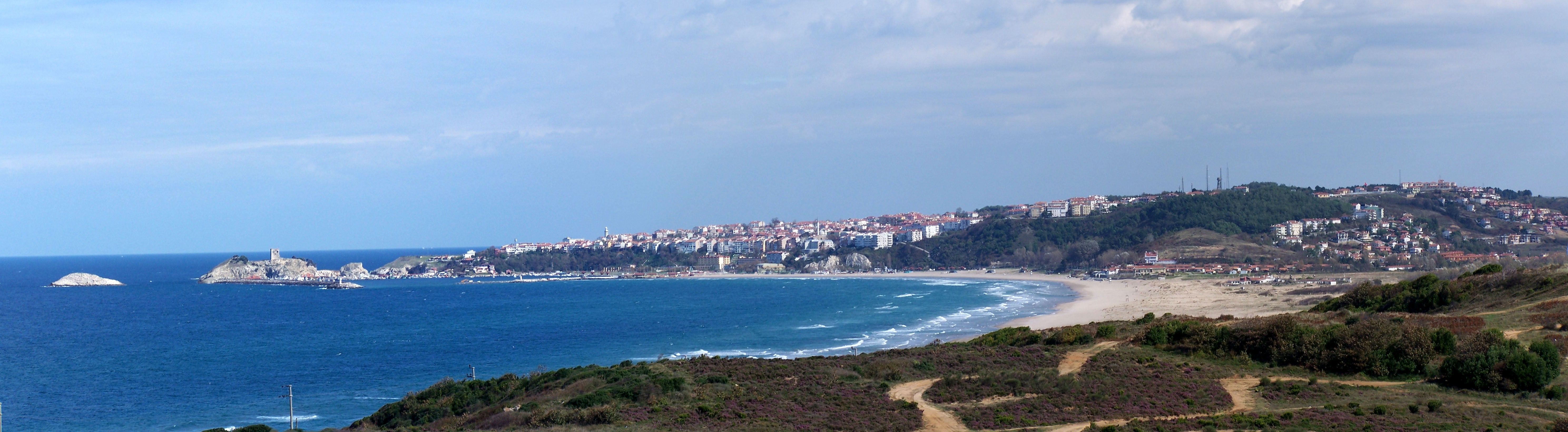
Panorámakép
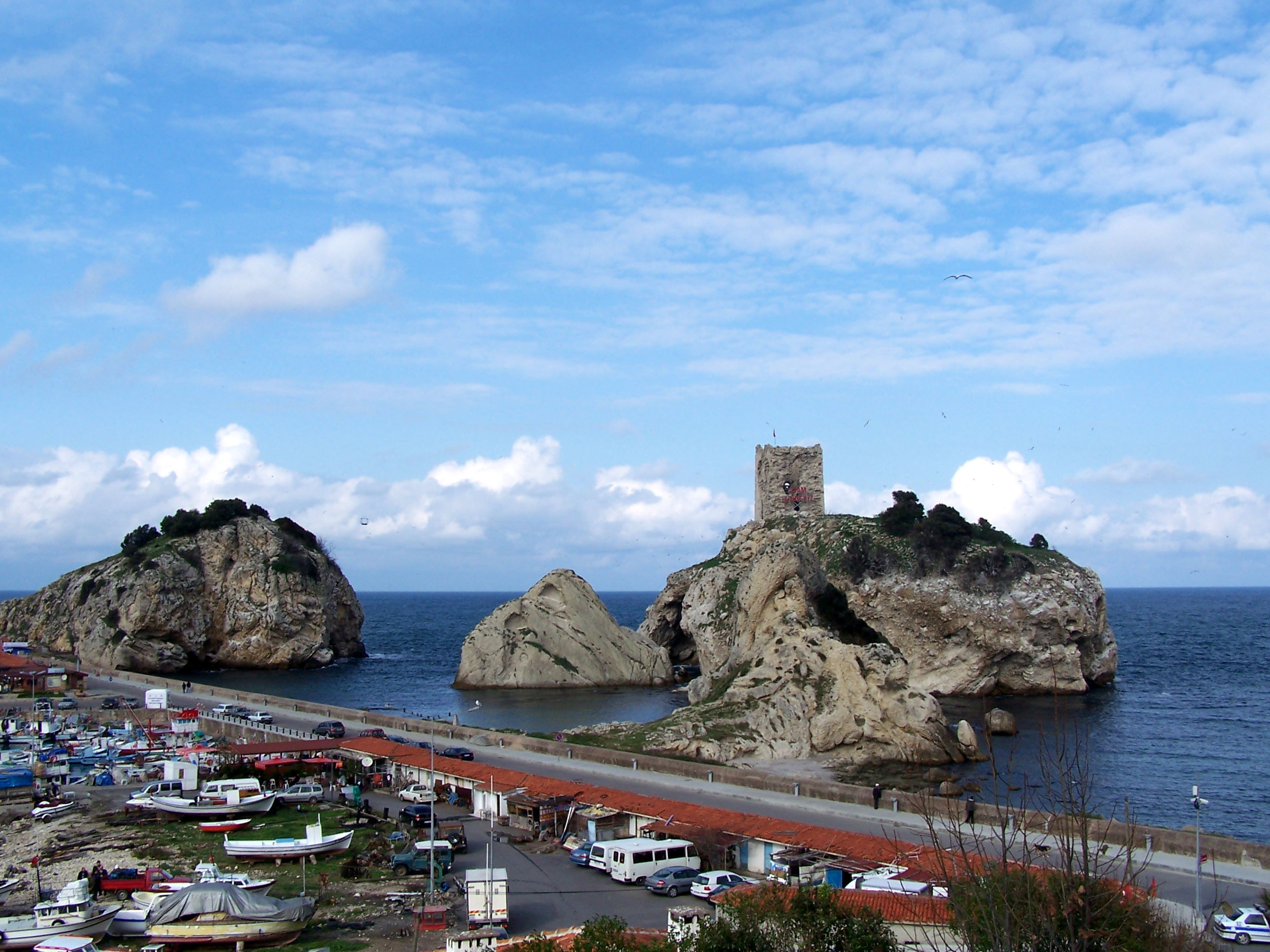
Romos vár
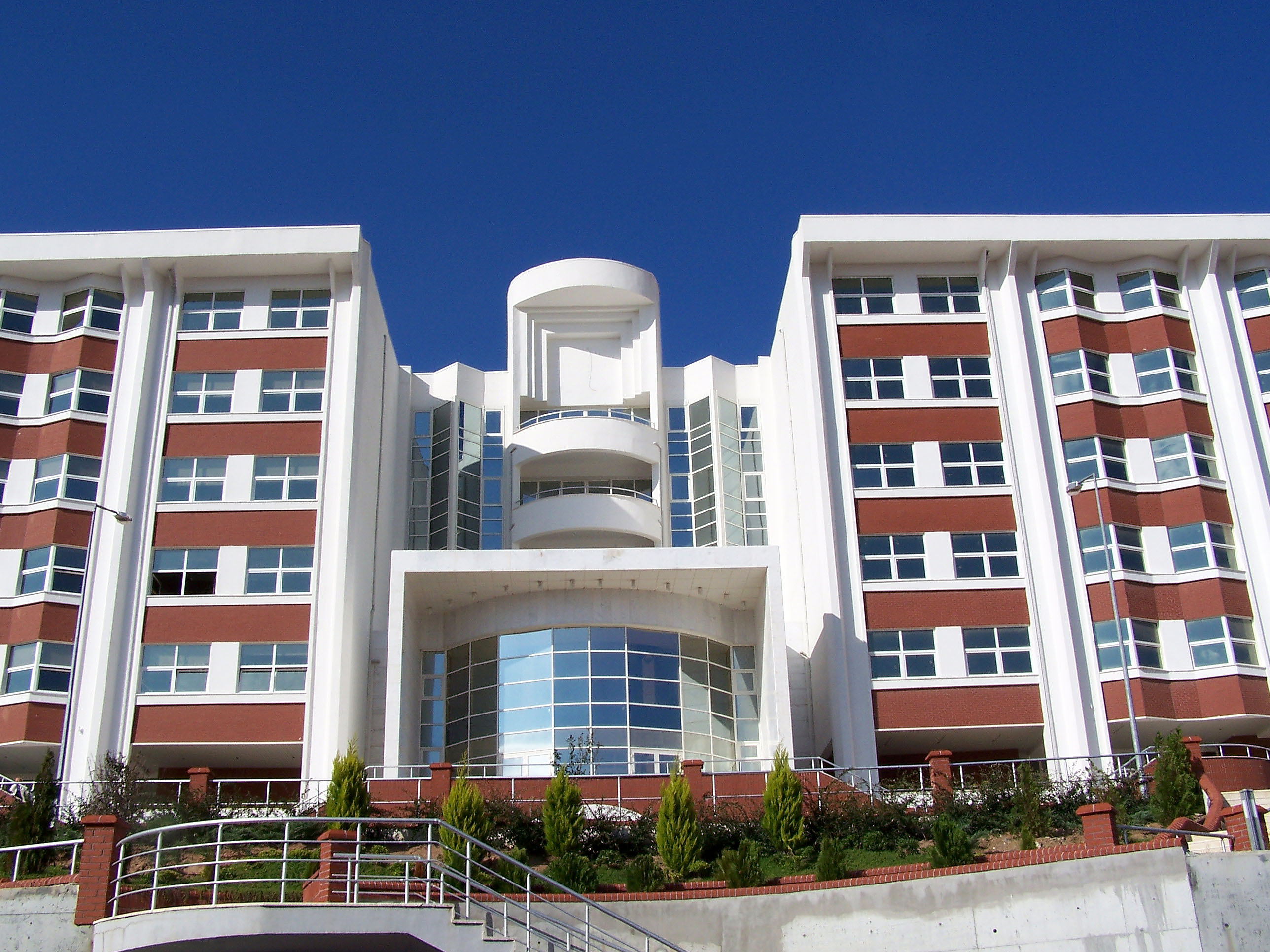
Az Işık Egyetem egyik épülete Şilében